# Александров, Кирилл Сергеевич
Кири́лл Серге́евич Алекса́ндров (9 января 1931 года, Ленинград — 10 июля 2010 года, Алушта) — советский и российский физик, специалист в области кристаллографии и кристаллофизики, действительный член АН СССР (1984), доктор физико-математических наук, профессор.

## Биография
Родился в Ленинграде. В 1954 году окончил Ленинградский электротехнический институт. С 1954 года до 1958 года работал в Институте кристаллографии АН СССР. С 1958 года по 2010 год работал в Институте физики им. Л. В. Киренского Сибирского отделения АН СССР (Красноярск), с 1968 года — заместитель директора, с 1981 года по 2003 год — директор. С 1971 года — также профессор Красноярского университета, заведующий кафедрой.
Член-корреспондент АН СССР (1972 год), действительный член АН СССР (1984 год).
Скончался в 2010 году. Похоронен на Троекуровском кладбище (участок 7д).

## Научная деятельность
Работы относятся к кристаллографии и кристаллофизике (упругость анизотропных сред, физика сегнетоэлектриков, фазовые переходы в кристаллах). Развил единый подход к однородным и анизотропным твердым телам с позиций симметрии. Осуществил первые ультразвуковые исследования распространения упругих волн в кристаллах, изучил явления внутренней конической рефракции, вращения плоскости поляризации упругих волн, отражение и преломление волн на границе раздела двух анизотропных сред, получил упругие волны, поляризованные по кругу. Исследовал упругие свойства породообразующих минералов и горных пород.
Выяснил механизмы возникновения спонтанной поляризации для ряда семейств сегнетоэлектриков, выполнил исследование переходов типа смещения, анализ возможных фазовых переходов в семействе перовскитов. Предсказал существование нового семейства сегнетоэлектриков. Являлся председателем Научного совета РАН по физике сегнетоэлектриков и диэлектриков, членом объединённого учёного Совета по физико-техническим наукам СО РАН, членом редакционной коллегии журналов «Кристаллография», «Физика твердого тела», «Автометрия», международного журнала Ferroelectrics, международного журнала Ferroelectrics Letters, международного журнала Phase Transition.

## Работы
- Беликов Б. П., Александров К. С., Рыжова Т. В. Упругие свойства породообразующих минералов и горных пород. — М.: Наука, 1970.
- Александров К. С., Безносиков Б. В. Структурные фазовые переходы в кристаллах (семейство сульфата калия). — Новосибирск: Наука, 1993.
- Александров К. С., Безносиков Б. А. Перовскитоподобные кристаллы. — Новосибирск: Наука, 1997.
- Александров К. С., Продайвода Г. Т. Анизотропия упругих свойств минералов и горных пород. — Новосибирск: Из-во СО РАН, 2000.
- Александров К. С., Безносиков Б. В. Перовскиты. Настоящее и будущее. (Многообразие прафаз, фазовые превращения, возможности синтеза новых соединений). — Новосибирск: Издательство СО РАН, 2004.

## Награды
- Орден Дружбы народов (1974).
- Орден Трудового Красного Знамени (1981, 1986).
- Государственная премия СССР (1989) — за исследование новых материалов и создание на их основе новых приборов (в соавторстве).
- Премия им. Е. С. Федорова РАН (1997).
- Орден Почёта (2002)[4]